# زوباح
زوباح أو آرام زوباح (العبرية: אֲרָם צוֹבָא، رومنة: ʾĂrām Ṣōḇāʾ) كانت دولة آرامية مبكرة ومملكة تابعة سابقة لإسرائيل مذكورة في الكتاب العبري امتدت شمال شرق مملكة داود وفقًا لـ الكتاب العبري.
يضعها ألكسندر كيركباتريك في كامبريدج للكتاب المقدس للمدارس والكليات (1896) بشكل عام بين دمشق والفرات. يعتقد البعض أنها امتدت من وادي البقاع (لبنان) على طول الجانب الشرقي لـ جبال لبنان الشرقية، لتصل إلى حماة في الشمال ودمشق في الجنوب، مما جعلها في وقت ما دولة ذات أهمية كبيرة.

## في الكتاب العبري
في صموئيل الأول 14: 47، قيل إن ملوك زوباح قد حاربوا مع الملك الإسرائيلي شاول الملك. يقترح كيركباتريك أن "الملوك كانوا شيوخًا مستقلين"، ولكن بحلول وقت داود، كان هناك ملك واحد، هدد عزر بن رحوب. لاحقًا، تحالف الملك هدد عزر بن رحوب مع عمون (مملكة) ضد الملك داود، الذي هزم صوبا وجعل المملكة تدفع الجزية لـ إسرائيل (2 Samuel 10). في هذه الحرب، جاء آراميون من عبر الفرات لمساعدة هدد عزر (2 صم. 10:16). عند تولي سليمان العرش، أصبحت زوباح مستقلة عن إسرائيل (قارن 1 Kings 11:23 وما يليها).
يشير عنوان فصل مزمور 60 في نسخة الملك جيمس الجديدة إلى صوبا. في النسخة القياسية المنقحة والكتاب المقدس الأمريكي الجديد (الطبعة المنقحة), فإن الإشارة هي إلى آرام زوباح.

## في المصادر الرافدية
يحدث أقدم ذكر خارج الكتاب المقدس لزوباح في لوح بابلي قديم تم اكتشافه في ماري (M. 5423) يصف حملة قوات ماري، بقيادة إيشي-أددو، ملك قطنا، إلى وادي البقاع. يصف اللوح مدينة صيبات (على الأرجح مطابقة لصوبا التوراتية ومدينة صوبات الآشورية الحديثة) من بين المدن التي غزاها جنود الملك.
خلال الإمبراطورية الآشورية الحديثة، تم ذكر صوبات في حوليات تغلث فلاسر الثالث كعاصمة لمقاطعة بعد غزواته في المنطقة. تسجل السجلات الآشورية أيضًا حاكمين محليين: شمش-أحو-إيدينا وبيل-ليقبي.
تم أيضًا توثيق صوبا باسم Ṣbh في اللغة الآرامية كتابات جدارية آرامية من القرن الثامن قبل الميلاد تم العثور عليها في حماة.